# آتیلیو فرسیا
آتیلیو فرسیا (به ایتالیایی: Attilio Fresia) بازیکن فوتبال و اهل ایتالیا است که از سال ۱۹۱۳ میلادی عضو تیم ملی فوتبال ایتالیا بوده و در ۲ بازی ملی حضور داشته‌است. او در بازی‌های ملی‌اش گلی به ثمر نرساند.
آتیلیو فرسیا آخرین بازی ملی خود را در سال ۱۹۱۳ میلادی انجام داد.